# Brandflyg
Brandflyg är en övervakningsmetod för att med hjälp av flygplan upptäcka skogsbränder i ett så tidigt skede som möjligt. Syftet är att minska kostnaderna för såväl nedbrunnen skog, som räddningstjänstens insatser. Brandflyget gör, till skillnad från vattenbombare, ingen släckningsinsats utan utför lokalisering, observation och rapportering av bränder samt vägleder räddningstjänsten till bränderna och till närliggande vattentäkter. I Sverige har brandflyg förekommit sedan 1950-talet.